# ドイツ・ブンデスリーガ1965-1966
フースバル・ブンデスリーガ 1965-1966  はドイツサッカー協会 (DFB) によって開催された男子全国最上位リーグの第3シーズン目である。TSV1860ミュンヘンが初優勝し、1回目のドイチャー・フースバルマイスターの座に就いた。

## 概要
シーズンオフ、ヘルタBSCのサラリーキャップ違反・移籍金上限額違反による、ライセンス剥奪と強制降格処分の後始末をどうするかで、大きな紛糾があった。1965年7月22日、まずDFB評議会は15位カールスルーアーSCの残留を認めた。これは決定事項で、16位FCシャルケ04からのクレームも一度は退けられた。
一方、フースバル・レギオナルリーガの昇格プレーオフでは、政治的理由から西ベルリンにクラブが必要であり、ヘルタの「代役」と考えられていたテニス・ボルシア・ベルリンが昇格POグループ2・最下位で敗退 (1位FCバイエルン・ミュンヘンが昇格)、別の候補SCタスマニア1900ベルリンはそのPOにすら進出できなかった。
またカールスルーエを落とした際の「代役候補」、同じバーデン＝ヴュルテンベルク州のSSVロイトリンゲン05も、グループ1において勝ち点1差及ばず惜しくも2位で敗退 (＝よってカールスルーエ残留決定)、1位ボルシア・メンヒェングラートバッハが昇格を決めた。
ところが、昇格POにすら出られなかったレギオナルリーガ・ベルリン3位のタスマニア・ベルリンが、7月31日のDFB総会において第17番目のクラブとしてブンデスリーガ昇格を許可される。昇格POグループ2最下位のテニス・ボルシアを特例昇格させた場合、同2位の1．FCザールブリュッケンと3位のアレマニア・アーヘンからの反発が予想された。また、RLベルリン2位のシュパンダウアーSVはDFBのオファーを拒否していたので、その結果が3位タスマニアの繰り上がり特例昇格だった。　　　　　　　　　　　　　　　　　　　　　　　　　　　　　　　　　　　　　　　　　　　　　　　　
最終的に18クラブ制への拡大が決定し、18番目のクラブとしてシャルケの降格撤回と残留が認められた。
優勝した1860ミュンヘンはシーズン前半を席巻し、第8節から第22節まで首位をキープした。ディー・レーヴェン (ライオン達、1860の綽名) は前半戦で勝ち点29 (勝利：勝ち点2)を稼いだが、これは2005-2006シーズンにFCバイエルン・ミュンヘンが前半戦で勝ち点44 (勝利：勝ち点3。仮に2ポイントの場合は勝ち点30相当) を記録するまで、最高記録であった。
後半戦に入るとさすがに失速し、ボルシア・ドルトムントとバイエルンの追撃を受けた。ドルトムントは第23節で首位に立つが、優勝したUEFAカップウィナーズカップ 1965-66決勝のあと国内で調子を落とし連敗、さらに第33節ではレーヴェンとのホーム直接対決にも0-2で敗れ、首位を奪回した1860がそのまま首位を守り抜き、初のドイチェ・マイスターシャフトを獲得した。
第1節では1860と昇格組バイエルンが対戦し、ブンデスリーガにおいてはじめて同一都市に本拠地を置くクラブ同士のダービーマッチが実現した。開始30秒でティモ・コニエツカが先制点を決め、そのまま1-0で逃げ切ったレーヴェンが勝利した。このダービーは単なる記念碑ではなく、数字的には1860優勝の決め手ともなっている。今季のバイエルンは安定して上位をキープし、最終的に3位でフィニッシュし、2位ドルトムント同様勝ち点3差及ばなかった。もし開幕戦のダービーで勝っていれば、違った結果になっていたかもしれない。
ヘルタの代役という政治的事情で昇格し、ブンデスリーガで戦う準備が何もできていなかったタスマニア・ベルリンは、2勝4分28敗・勝ち点8という記録的な弱さで最下位となり、17位ボルシア・ノインキルヒェン (9勝4分21敗・勝ち点22) とともに降格した。前半戦終了時の成績 (勝ち点3。史上最低記録) は、すでにこのクラブがいかに弱体なのかを物語っていた。アウェイゲームで得た勝ち点は、1.FCカイザースラウテルン戦でのドローで得た勝ち点1だけであった。カイザースラウテルンはこのシーズン2回ともタスマニアと引き分けており、唯一タスマニアから白星を挙げられなかった。
タスマニアは観客動員面でも、1966年1月15日のホームでのボルシアMG戦で「827人」という、ブンデスリーガ史上最低の入場者数を記録した。Covid-19流行により全クラブで強制的に無観客試合が行われた2020年まで、この不名誉な記録は更新されなかった。ただし、平均観客動員数では18クラブ中15位である。
また、マイデリッヒャーSV戦での0-9の敗戦は、ホームゲーム最大差敗戦である。ほかにも史上最長の31試合連続未勝利 (第2節から第32節) を記録した。さらなる無駄知識として、1965年12月31日にはホームでアイントラハト・ブラウンシュヴァイクと対戦して0-2で敗戦しているが、これはブンデスリーガ史上唯一大晦日に行われた試合で会った。
他の昇格組は、バイエルン3位・ボルシアMG13位と、だいぶ成績に差があったが、しかしこの2クラブが1960年代末からのブンデスリーガを支配していくことになる。

## 順位表[4]
| 順 | チーム                               | 試 | 勝 | 分 | 敗 | 得 | 失  | 得率  | 点 | 出場権または降格                            |
| -- | ------------------------------------ | -- | -- | -- | -- | -- | --- | ----- | -- | ------------------------------------------- |
| 1  | TSV1860ミュンヘン (C)                | 34 | 20 | 10 | 4  | 80 | 40  | 2.000 | 50 | UCC出場                                     |
| 2  | ボルシア・ドルトムント               | 34 | 19 | 9  | 6  | 70 | 36  | 1.944 | 47 | CWC出場                                     |
| 3  | FCバイエルン・ミュンヘン             | 34 | 20 | 7  | 7  | 71 | 38  | 1.868 | 47 | CWC出場                                     |
| 4  | ヴェルダー・ブレーメン               | 34 | 21 | 3  | 10 | 76 | 40  | 1.900 | 45 |                                             |
| 5  | 1.FCケルン                           | 34 | 19 | 6  | 9  | 74 | 41  | 1.805 | 44 |                                             |
| 6  | 1.FCニュルンベルク                   | 34 | 14 | 11 | 9  | 54 | 43  | 1.256 | 39 | ICFC出場                                    |
| 7  | アイントラハト・フランクフルト       | 34 | 16 | 6  | 12 | 64 | 46  | 1.391 | 38 | ICFC出場                                    |
| 8  | マイデリッヒャーSV                   | 34 | 14 | 8  | 12 | 70 | 48  | 1.458 | 36 |                                             |
| 9  | ハンブルガーSV                       | 34 | 13 | 8  | 13 | 64 | 52  | 1.231 | 34 |                                             |
| 10 | アイントラハト・ブラウンシュヴァイク | 34 | 11 | 12 | 11 | 49 | 49  | 1.000 | 34 |                                             |
| 11 | VfBシュトゥットガルト                | 34 | 13 | 6  | 15 | 42 | 48  | 0.875 | 32 | ICFC出場                                    |
| 12 | ハノーファー96                       | 34 | 11 | 8  | 15 | 59 | 57  | 1.035 | 30 |                                             |
| 13 | ボルシア・メンヒェングラートバッハ   | 34 | 9  | 11 | 14 | 57 | 68  | 0.838 | 29 |                                             |
| 14 | FCシャルケ04                         | 34 | 10 | 7  | 17 | 33 | 55  | 0.600 | 27 |                                             |
| 15 | 1.FCカイザースラウテルン             | 34 | 8  | 10 | 16 | 42 | 65  | 0.646 | 26 |                                             |
| 16 | カールスルーアーSC                   | 34 | 9  | 6  | 19 | 35 | 71  | 0.493 | 24 |                                             |
| 17 | ボルシア・ノインキルヒェン (R)       | 34 | 9  | 4  | 21 | 32 | 82  | 0.390 | 22 | フースバル・レギオナルリーガ1966–1967に降格 |
| 18 | SCタスマニア1900ベルリン (R)         | 34 | 2  | 4  | 28 | 15 | 108 | 0.139 | 8  | フースバル・レギオナルリーガ1966–1967に降格 |

1. ↑  UEFAカップウィナーズカップ 1965-66優勝により前回王者として出場決定。

## 観客動員数[9]
|      | クラブ                               | 合計      | 平均   |
| ---- | ------------------------------------ | --------- | ------ |
| 01.  | ハノーファー96                       | 538.596   | 31.682 |
| 02.  | TSV1860ミュンヘン                    | 498.385   | 29.316 |
| 03.  | アイントラハト・フランクフルト       | 491.412   | 28.906 |
| 04.  | VfBシュトゥットガルト                | 462.241   | 27.190 |
| 05.  | 1.FCケルン                           | 448.724   | 26.395 |
| 06.  | FCシャルケ04                         | 447.825   | 26.342 |
| 07.  | 1.FCニュルンベルク                   | 426.454   | 25.085 |
| 08.  | ボルシア・ドルトムント               | 423.414   | 24.906 |
| 09.  | FCバイエルン・ミュンヘン             | 422.344   | 24.843 |
| 10.  | カールスルーアーSC                   | 399.925   | 23.525 |
| 11.  | ハンブルガーSV                       | 392.686   | 23.099 |
| 12.  | ボルシア・メンヒェングラートバッハ   | 366.238   | 21.543 |
| 13.  | ヴェルダー・ブレーメン               | 357.120   | 21.007 |
| 14.  | マイデリッヒャーSV                   | 339.558   | 19.974 |
| 15.  | SCタスマニア1900ベルリン             | 303.332   | 17.843 |
| 16.  | 1.FCカイザースラウテルン             | 269.447   | 15.849 |
| 17.  | ボルシア・ノインキルヒェン           | 259.778   | 15.281 |
| 18.  | アイントラハト・ブラウンシュヴァイク | 247.187   | 14.540 |
| 総計 | 総計                                 | 7.094.666 | 23.185 |

## 得点ランキング[10]
| 順位 | 国籍         | 選手                           | クラブ                 | 得点数 |
| ---- | ------------ | ------------------------------ | ---------------------- | ------ |
| 1    | 西ドイツの旗 | ローター・エメリヒ             | ボルシア・ドルトムント | 31     |
| 2    | 西ドイツの旗 | ティモ・コニエツカ             | TSV1860ミュンヘン      | 26     |
| 3    | 西ドイツの旗 | アーノルト・シュッツ           | ヴェルダー・ブレーメン | 20     |
| 4    | 西ドイツの旗 | ペーター・グロッサー           | TSV1860ミュンヘン      | 18     |
| 4    | 西ドイツの旗 | ハンネス・レーア               | 1.FCケルン             | 18     |
| 4    | 西ドイツの旗 | マンフレート・ポールシュミット | ハンブルガーSV         | 18     |

## TSV1860ミュンヘンのマイスターマンシャフト[11]
| 1. | TSV1860ミュンヘン |
|    | - GK: ペタル・ラデンコヴィッチ (34試合/0得点) - DF: ベアント・パツケ (28/0); ルドルフ・シュタイナー (1937年生まれのサッカー選手) (9/0); マンフレート・ヴァーグナー (サッカー選手) (26/0); ルドルフ・ツァイザー (12/0) - MF: オットー・ルットロプ (22/1); ジェリコ・ペルシッチ (34/0); ハンス・ライヒ (サッカー選手) (26/0) - FW: ルドルフ・ブルネンマイアー (27/15); ペーター・グロッサー (c) (32/18); アルフレート・ハイス (31/10); ヴォルフリート・コーラース (19/0); ティモ・コニエツカ (33/26); ハンス・キュッパース (19/4); ハンス・レーベレ (22/5) - 監督: マックス・メアケル |

## 移籍市場

### SVヴェルダー・ブレーメン
今季成績： 4位, 監督： ギュンター・ブロッカー → ヴィリー・ムルトハウプ, 1964/65: 1位
| 入団 | - ヨン・ダニエルセン, 26-5, オーゼンセ・ボールクルプ - フーゴ・ダウスマン, 14-5, FKピルマゼンス, RLズュートヴェスト - マンフレート・ポートリヒ, 11-6, ホルシュタイン・キール, RLノルト |
| 退団 | - ヴァルター・ナハトヴァイ, 現役引退 - テオ・クレックナー, SWエッセン, RLヴェスト - エアヴィン・ユン, VfBオルデンブルク, RLノルト - ディーター・トゥーン, VfLオルデンブルク, RLノルト  |

### 1. FCケルン
今季成績： 5位, 監督： ゲオルク・クネフル, 1964/65: 2位
| 入団 | - オーレ・スエーアンセン (サッカー選手), 13-1, KB - フランツ・クラウタウゼン, 11-4, SCユーリヒ1910, AL (アマトゥアーアリーガ) ミッテルライン - フランツ=ペーター・ノイマン, 7-4, アマチュアから昇格, ALミッテルライン - ヴォルフガン・ラウシュ, 3-0, ユーゲントから昇格 - スルジャン・チェビナッツ, 3-1, OFKベオグラード |
| 退団 | - ヘルムート・ベンタウス, FCバーゼル (選手兼監督) - ジョゼ・ジルソン・ロドリゲス, AAポルトゥゲーザ |

### ボルシア・ドルトムント
今季成績： 2位, 監督： ヴィリー・ムルトハウプ, → ヘアマン・エッペンホフ, 1964/65: 3位
| 入団 | - ジークフリート・ヘルト, 30-11, キッカース・オッフェンバッハ, RLズュート - ユアゲン・ヴェーバー (1944年生まれのサッカー選手), 6-1, SV1910シューレン, LLヴェストファーレン, Gr.3 - ラインハート・リブダ, 30-3, FCシャルケ04, BL |
| 退団 | - フランツ・ブルンス, 1. FCニュルンベルク, BL - フリートヘルム・コニーツカ, TSVミュンヘン1860, BL - ヘルムート・ブラハト, 現役引退 - ヴィルヘルム・ブークスミューラー, 現役引退                                                 |

### TSVミュンヘン1860
今季成績： 1位, 監督： マックス・メアケル, 1964/65: 4位
| 入団 | - ジェリコ・ペルシッチ, 34-0, FKツルヴェナ・ズヴェズダ - フリートヘルム・コニーツカ, 33-26, ボルシア・ドルトムント, BL - ルートヴィヒ・ブリュンドル, 出場なし, ユーゲントから昇格 - ヘルムート・リヒャート, 出場なし, SGデューレン99, フェアバンツリーガ・ミッテルライン - アルフレート・コールホイフル, 出場なし, SpVggプラットリンク |
| 退団 | - ステヴァン・ベナ, ハノーファー96, BL - エンゲルバート・クラウス, キッカース・オッフェンバッハ, RLズュート - アルフレート・ピーカ, FCシャルケ04, BL |

### ハノーファー96
今季成績： 12位, 監督： ヘルムート・クロンスバイン, →1966.4.29 ハネス・キアク, 1964/65: 5位
| 入団 | - ハンス・ジーメンマイアー, 30-15, RWオーバーハウゼン, RLヴェスト - ステヴァン・ベナ, 20-3, TSVミュンヘン1860, BL - ホアスト・グルーネンベアク (サッカー選手), 出場なし, 1. FCプフォルツハイム, RLズュート |
| 退団 | - ペーター・フレーゲル イッツェホアーSV, RLノルト - エーバーハート・ヘアプスト, イッツェホアーSV, RLノルト - マンフレート・ファートマン,ハインツ・フィッシャー (不明)                                      |

### 1. FCニュルンベルク
今季成績： 6位, TR イェヌー・チャクナーディ, → ギュンター・バウマン (サッカー選手), 1964/65: 6位
| 入団 | - フランツ・ブルン, 30-13, ボルシア・ドルトムント, BL - ルドルフ・バスト, 9-1, VfRマンハイム, RLズュート - ギュラ・トート (1941年生まれのサッカー選手), 3-0, FCシャルケ04, BL - ゲオルク・フォルカート, 13-2, ユーゲントから昇格 - フーバート・シェル, 出場なし, ユーゲントから昇格   |
| 退団 | - リヒャート・アルブレヒト, SpVggフュルト, RLズュート - パウル・デアプフース, SpVggフュルト, RLズュート - クアト・ダハラウアー, FCシュヴァインフルト05, RLズュート - ロルフ・ヴュートリヒ, BSCヤング・ボーイス - ゲアハート・シュトリック, ヴュルツブルガー・キッカーズ, ALバイエルン |

### MSVデュイスブルク
今季成績： 8位, 監督： ヘアマン・エッペンホフ, → ルディ・グーテンドアフ/ヴィルヘルム・シュミット (サッカー選手), 1964/65: 7位
| 入団 | - カール=ハインツ・リュール, 33-10, ヘルタBSC, BL - デートレフ・ピーアジヒ, 2-0, アマチュアから昇格, LLニーダーライン, Gr. 2 - ヴィンツェンツ・フクス, 1-0, FSVマインツ05, RLズュートヴェスト - ハインツ・プフリュッゲ, 出場なし, TuRUデュッセルドルフ, ベツィルクスクラッセ・ベルク/マルク, Gr. 1 |
| 退団 | - ディーター・ダンツベアク, FCバイエルン・ミュンヘン, BL - ハインツ・ヘーアー, FCトゥヴェンテ - ヴェアナー・クーベク, RWオーバーハウゼン, RLヴェスト - ヨハン・ツィーヒー, シュピールフェアアイニグン・ホーホハイデ, LLニーダーライン, Gr. 2                                                       |

### アイントラハト・フランクフルト
今季成績： 7位, 監督： エレク・シュヴァーツ, → イヴィツァ・ホルヴァート (サッカー選手), 1964/65: 8位
| 入団 | - ユアゲン・グラボフスキ, 27-10, FVビープリヒ02, 1. ALヘッセン - ペーター・クンター, 25-0, フライブルガーFC, RLズュート - カール=ハインツ・ヴィアト, 21-0, SVハムボルン07, RLヴェスト - オスカー・ロッツ, 17-3, キッカース・オッフェンバッハ, RLズュート - ヴァルター・ベヒトルト, 17-6, ユーゲントから昇格 |
| 退団 | - ハンス=ヴァルター・アイゲンブロット, Sportinvalide - ヨーゼフ・ヴァイルベッヒャー, キッカース・オッフェンバッハ, RLズュート - ヴィリ・ヘアベアト, SVアルセンボルン, RLズュートヴェスト - ハンス=ゲオルク・トゥチェク, FCヴァッカー・インスブルック - カール・アイゼンホーファー, ゲルマニア・ビーバー     |

### アイントラハト・ブラウンシュヴァイク
今季成績： 10位, 監督： ヘルムート・ヨハンゼン, 1964/65: 9位
| 入団 | - ヴェアナー・リナス, 13-0, 1. FCザールブリュッケン, RLズュートヴェスト - ヴォルフガン・マッツ (サッカー選手), 11-0, ウニオン・ザルツギッター, ALニーダーザクセン - ヴォルフガン・ジモン (1946年生まれのサッカー選手), 3-0, MTVギフホルン, LLニーダーザクセン - ヴォルフ＝リュディガー・クラウゼ, 3-1, アマチュアから昇格, LLニーダーザクセン |
| 退団 | - ヘルムート・ホーズン, VfBリューベック, RLノルト - エアンスト・ザーフランク, VfLヴォルフスブルク, RLノルト - ゲアハート・シュラーダー (サッカー選手), VfVヒルデスハイム, RLノルト - マンフレート・ヴッティヒ, VfLヴォルフスブルク, RLノルト - アイクト・ユンヤズィジ, トルコのクラブ (名称不明)                                              |

### ボルシア・ノインキルヒェン
今季成績： 17位, 監督： ホースト・ブーツ, 1964/65: 10位
| 入団 | - ヴェアナー・ゲーアツ, 28-1, バイヤー04レヴァークーゼン, RLヴェスト - ゲアト・ペース, 20-0, ザール05ザールブリュッケン, RLズュートヴェスト - ユアゲン・ヴィンガート, 19-5, ルートヴィヒスハーフェナーSC, RLズュートヴェスト - ゲアト・レーギッツ, 9-0, ユーゲントから昇格 - ユアゲン・ポンテス, 2-0, ユーゲントから昇格 |
| 退団 | - ホアスト・ベアク, ザール05ザールブリュッケン, RLズュートヴェスト - カール・リーゲル, 現役引退 |

### ハンブルガーSV
今季成績： 9位, 監督： ゲオルク・ガフリチェク: →1966.4.17 ヨーゼフ・シュナイダー  (1914年生まれのサッカー選手), 1964/65: 11位
| 入団 | - マンフレート・ポールシュミット, 29-18, プロイセン・ミュンスター, RLヴェスト - ヴィリ・シュルツ, 24-0, FCシャルケ04, BL - エゴン・ホアスト, 25-0, FCシャルケ04, BL - ヘルムート・ザントマン, 18-0, アマチュアから昇格, LLハンブルク - ロルフ・シュヴァータウ, 1-0, アマチュアから昇格, LLハンブルク |
| 退団 | - ハンス・クレマー (1929年生まれのサッカー選手), ヨーヒェンフリッツ・マインケ, フリッツ・ボイエンス, 現役引退 - ローター・クレーペリン, ホルシュタイン・キール, RLノルト - ハイコ・クアト, アルトナ93, RLノルト - フーバート・シュターペルフェルト, アイントラハト・トリアー, RLズュートヴェスト - ペーター・ヴォルトマン, アイントラハト・トリアー, RLズュートヴェスト - アンドラーシュ・マーテー, ニューヨーク・ハンガリア |

### VfBシュトゥットガルト
今季成績： 11位, 監督： ルディ・グーテンドーフ, 1964/65: 12位
| 入団 | - ハンス＝オットー・ペータース, 25-7, バイヤー04レヴァークーゼン, RLヴェスト - ヴィリ・エンテンマン, 13-2, アマチュアから昇格, ALノルトヴュルテンベルク - ヴラディツァ・ポポヴィッチ, 2-0, FKツルヴェナ・ズヴェズダ - ペーター・アウスト (サッカー選手), 出場なし, SCヴィーナー・ノイシュタット |
| 退団 | - ゲアハート・ヴァナー (サッカー選手), VfRプフォルツハイム, RLズュート - ローレンツ・フィッシャー, TSGバックナンク - グスタフ・タルパイ, アマチュア降格 |

### 1. FCカイザースラウテルン
今季成績： 15位, 監督： ギュラ・ローラーント, → ギュンター・ブロッカー, 1964/65: 13位
| 入団 | - オットー・ガイザート, 32-6, カールスルーアーSC, BL - ウーヴェ・クリマシェフスキ, 29-1, ヘルタBSC, BL - マンフレート・ルメル, 25-11, アイントラハト・デュイスブルク, RLヴェスト - ヘアヴァート・コッペンヘーファー, 23-0, ユーゲントから昇格 - ヴォルフラム・カミンケ, 8-2, ユーゲントから昇格    |
| 退団 | - ヤコブス・プリンス, AFCアヤックス - ヴィンフリート・リヒター, 1. FCザールブリュッケン, - ホアスト＝ディーター・シュトリヒ, PSV - エーリヒ・マイアー (サッカー選手), VVアルクマール - ハインリヒ・バウアー (サッカー選手), SCブリュール/FCザンクト・ガレン - ディーター・プルター, アマチュア復帰 |

### SCタスマニア1900ベルリン
今季成績： 18位, 監督： フランツ・リンケン, →1965.11.11 ハインツ=ルートヴィヒ・シュミット, 1964/65: レギオナルリーガ・ベルリン3位 (ヘルタBSCと入れ替え)
| 入団 | - ホアスト・シマニアク, 29-1, ACヴァレーゼ - ベアント・マイセル, 21-0, BSV92, RLベルリン - ハインツ・ローロフ, 18-0, ボナーFV, フェアバンツリーガ・ミッテルライン - ハンス=ユアゲン・ベースラー, 17-0, アルミニア・ビーレフェルト, RLヴェスト - ローター・ツェー, 14-3, アマチュアから昇格 - ヘアベアト・フィンケン, 10-0, SCヘラクレス - ウルリヒ・ザント, 9-0, ヴァッカー04ベルリン, RLベルリン - フォルカー・ベッカー, 6-0, ブリッツ=ズュート |
| 退団 | - ハインツ・フィッシャー (1939年生まれのサッカー選手), アイントラハト・ゲルゼンキルヒェン, RLヴェスト |

### カールスルーアーSC
今季成績： 16位, 監督： ヘルムート・シュナイダー (サッカー選手): →1965.10.19 ヴェアナー・ロート 1964/65: 15位
| 入団 | - ヴァルター・ラウフ (サッカー選手), 28-0, FCヴィンタートゥール - アートゥーア・ドバト, 27-7, VfBオルデンブルク, RLノルト - ヘルムート・カフカ, 24-0, SVアルミニア・ハノーファー, RLノルト - ハインツ・クラヴァツォ, 17-0, FCシャルケ04, BL - ジークフリート・ケスラー (サッカー選手), 6-0, アマチュアから昇格, ALノルトバーデン - オイゲン・エーマン (サッカー選手), 1-0, アマチュアから昇格, ALノルトバーデン |
| 退団 | - オットー・ガイザート, 1. FCカイザースラウテルン, BL - ジークフリート・シュターク (サッカー選手), FCバイエルン・ホーフ, RLズュート - クラウス=ペーター・イェンドロシュ, フライブルガーFC, RLズュート - ロルフ・カーン, ディーター・クラウスナー, 両名フェニックス・ベルハイム, RLズュートヴェスト |

### FCシャルケ04
今季成績： 14位, 監督：フリッツ・ランナー, 1964/65: 16位
| 入団 | - アルフレート・ピカ, 34-4, TSVミュンヘン1860, BL - ハインツ・プリスカ, 34-1, ハムボルン07, RLスト - クラウス・フィヒテル, 34-0, SCアルミニア・イッケルン, フェアバンツリーガ・ヴェストファーレン, Gr. 2 - ゲアハート・ノイザー, 32-4, Spfrd. ジーゲン, フェアバンツリーガ・ヴェストファーレン, Gr. 2 - ヨーゼフ・エルティン, 26-0, アマチュアから昇格, フェアバンツリーガ・ヴェストファーレン, Gr. 1 - ジークフリート・ヴェアナー, 9-1, FCバイエルン・ホーフ, RLズュート - ヴェアナー・ヴァイカンプ, 5-0, FCオリンピア・ボーホルト, LLニーダーライン, Gr. 3 - ハインツ=ディーター・レム, 5-0, BVアルテンエッセン06, フェアバンツリーガ・ニーダーライン - クラウス・ゼンガー, 2-0, ユーゲントから昇格                             |
| 退団 | - マンフレート・ベアツ, FCシュヴァインフルト05, RLズュート - ディーター・ベデュアフティヒ, STVホルスト=エムシャー, RLヴェスト - ロルフ・レンツィアン, STVホルスト=エムシャー, RLヴェスト - ハインツ・クラヴァツォ, カールスルーアーSC, BL - ヴァルデマー・ゲアハート, フォルトゥナ・デュッセルドルフ, RLヴェスト - エゴン・ホアスト, ハンブルガーSV, BL - ヴィリ・シュルツ, ハンブルガーSV, BL - ヴィリ・コスロフスキ, RWエッセン, RLヴェスト - ラインハート・リブダ, ボルシア・ドルトムント, BL - ハンス・ノヴァク (サッカー選手), FCバイエルン・ミュンヘン, BL - ギュラ・トート (1941年生まれのサッカー選手), 1. FCニュルンベルク, BL - ハンス=ゲオルク・ランバート, USVエーリンクヴェイク - ギュンター・カーンホーフ, 現役引退 |

### FCバイエルン・ミュンヘン
今季成績： 3位, 監督： ズラトコ・チャイコフスキ, 1964/65: BL昇格組
| 入団 | - ハンス・リゴッティ, 15-0, ユーゲントから昇格 - ハンス・ノヴァク (サッカー選手), 6-2, FCシャルケ04, BL - ディーター・ダンツベアク, 2-0, マイデリッヒャーSV, BL - アントン・ヴチュコフ, 1-1, NKディナモ・ザグレブ |
| 退団 | - マンフレート・シュヴァルム, VfRプフォルツハイム, RLズュート - ノアバート・ヴォダーツィク, シュヴァーベン・アウクスブルク, RLズュート - マンフレート・モコシュ, アマチュア復帰                                   |

### ボルシア・メンヒェングラートバッハ
今季成績： 13位, 監督： ヘネス・ヴァイスヴァイラー, 1964/65: BL昇格組
| 入団 | - ハンス=フーバート・フォクツ, 34-0, VfRビュットゲン/ユーゲント, クライスクラッセ・グレーフェンブロイヒ/ノイス - ハインツ・ヴィットマン (サッカー選手), 31-0, SCツヴィーゼル, - ゲアハート・エルファート, 14-2, アルミニア・ハノーファー, RLノルト - エアヴィン・シュピンラー, 5-0, ユーゲントから昇格 - ハンス=ギュンター・フンケ, 出場なし, アマチュアから昇格, クライスクラッセ・メンヒェングラートバッハ/レイト/フィーアセン |
| 退団 | - ガト・ショメン, 現役引退 - ヴェアナー・ヴァイゲル, MVV - ジークマー・ゴーラース, 不明 |

## 主審[12]
| 名前                              | 生年月日   | 州協会                          | 担当試合数 | 退場宣告数 |
| --------------------------------- | ---------- | ------------------------------- | ---------- | ---------- |
| ギュンター・バウムゲアトル        | 1929-05-02 | ヴェストファーレン              | 10         | 1          |
| アルフォンス・ベッツ              | 1928-11-21 | バイエルン                      | 4          | 0          |
| アルベルト・ビンダー (審判員)     | 1928-07-05 | ヴュルテンベルク                | 1          | 0          |
| フェアディナント・ビヴェアシ      | 1934-06-24 | ザールラント                    | 3          | 0          |
| ヘルムート・コンラート            | 1929-05-10 | ザールラント                    | 1          | 0          |
| エトガー・ドイシェル              | 1920-10-04 | ズュートヴェスト                | 9          | 0          |
| ルドルフ・アイゼマン              | 1927-01-23 | バーデン                        | 1          | 0          |
| ハインツ・フィッシャー (審判員)   | 1929-11-06 | バイエルン                      | 5          | 0          |
| カール=ハインツ・フォアク         | 1930-07-13 | ヴェストファーレン              | 2          | 0          |
| ヘルムート・フリッツ (審判員)     | 1923-10-19 | ズュートヴェスト                | 10         | 0          |
| オスヴァルト・フリッツ            | 1925-04-10 | バーデン                        | 7          | 0          |
| ヘアマン・ギューラー              | 1934-04-01 | 不明                            | 1          | 0          |
| ヴィリ・グーゼンブアガー          | 1927-09-17 | ザールラント                    | 5          | 0          |
| ヨーゼフ・ハーガー (サッカー選手) | 1925-06-08 | バーデン                        | 1          | 0          |
| クアト・ハントヴェアカー          | 1921-12-11 | バーデン                        | 11         | 1          |
| ゲアト・ヘニヒ                    | 1935-04-24 | ニーダーライン                  | 7          | 0          |
| ヨーゼフ・ヘンゼ                  | 1928-02-25 | ニーダーライン                  | 1          | 0          |
| ホアスト・ヘアデン                | 1928-07-08 | ハンブルク                      | 11         | 4          |
| フランツ・ホイマン                | 1923-03-14 | バイエルン                      | 7          | 0          |
| ヴィルフリート・ヒルカー          | 1930-08-14 | ヴェストファーレン              | 1          | 0          |
| ヨーゼフ・ホフマン (審判員)       | 1926-07-19 | ニーダーライン                  | 3          | 0          |
| ヴァルター・ホアストマン          | 1935-08-28 | ニーダーザクセン                | 6          | 0          |
| ルディベアト・ヤコビ              | 1927-12-23 | バーデン                        | 13         | 1          |
| ルドルフ・クライトライン          | 1919-11-14 | ヴュルテンベルク                | 13         | 0          |
| ヴォルフガンク・リンク (審判員)   | 1935-03-19 | シュレースヴィヒ=ホルシュタイン | 2          | 0          |
| ヘアベアト・ルッツ                | 1930-05-01 | ブレーメン                      | 5          | 0          |
| ヨハネス・マルカ                  | 1922-07-16 | ヴェストファーレン              | 10         | 0          |
| ホアスト・マテュー                | 1936-06-03 | ザールラント                    | 3          | 0          |
| カール・ニーマイアー (審判員)     | 1920-08-29 | ミッテルライン                  | 7          | 0          |
| クラウス・オームゼン              | 1935-10-16 | ハンブルク                      | 7          | 0          |
| アルフレート・オット              | 1934-06-19 | ラインラント                    | 10         | 1          |
| カール=ハインツ・ピッカー         | 1928-09-26 | ハンブルク                      | 1          | 0          |
| ハンス・ラーダーマッハー (審判員) | 1921-03-04 | ミッテルライン                  | 6          | 1          |
| ヤン・レデルフス                  | 1935-08-20 | ニーダーザクセン                | 1          | 0          |
| エーリヒ・ライル                  | 1921-12-08 | 不明                            | 2          | 0          |
| エヴァルト・レゲリー              | 1934-03-17 | ベルリン                        | 6          | 0          |
| カール・リーク                    | 1929-11-15 | バイエルン                      | 9          | 1          |
| ベアトホルト・シュミット (審判員) | 1930-03-27 | ミッテルライン                  | 7          | 0          |
| ルドルフ・シュライナー (審判員)   | 1920-12-13 | ヘッセン                        | 7          | 0          |
| ゲアハート・シューレンブアク      | 1926-10-11 | ニーダーザクセン                | 15         | 0          |
| ロルフ・ゼーカンプ                | 1921-09-16 | ブレーメン                      | 7          | 0          |
| ハインツ・ジーベアト (審判員)     | 1925-08-02 | バーデン                        | 7          | 0          |
| ゲアト・ジーペ                    | 1929-07-27 | ミッテルライン                  | 4          | 0          |
| マックス・シュピンラー            | 1920-09-10 | ズュートヴェスト                | 5          | 0          |
| エアヴィン・シュトゥルム (審判員) | 1922-11-21 | ニーダーザクセン                | 4          | 0          |
| ヴィリ・ティーア                  | 1925-04-03 | ヴェストファーレン              | 10         | 1          |
| ヴェアナー・トライヒェル          | 1921-01-14 | ベルリン                        | 6          | 0          |
| クアト・チェンシャー              | 1928-10-05 | バーデン                        | 13         | 0          |
| ハンス・フォス (審判員)           | 1928-08-10 | ヴェストファーレン              | 1          | 0          |
| フランツ・ヴェンゲンマイアー      | 1926-03-14 | バイエルン                      | 7          | 0          |
| ハンス=ヨアヒム・ヴェイラント     | 1929-09-29 | ニーダーライン                  | 10         | 0          |
| ウルリヒ・ヴォルフ (審判員)       | 1925-01-19 | 不明                            | 1          | 0          |
| 通算:                             | 通算:      | 通算:                           | 306        | 11         |
| 出典: weltfussball.de             |            |                                 |            |            |